# Strychnos poeppigii
Strychnos poeppigii är en tvåhjärtbladig växtart som beskrevs av Prog.. Strychnos poeppigii ingår i släktet Strychnos och familjen Loganiaceae. Inga underarter finns listade i Catalogue of Life.